# 文豐
文豐（约1790年代—1860年），董氏，內務府漢軍正黃旗人（属内务府正黄旗汉姓满洲旗人）。清朝官员。

## 生平
文豐出身於內務府筆帖式，後來相繼擔任堂主事、員外郎、造辦處郎中，後來於杭州織造任職，又被朝廷授予驍騎參領。道光二十一年（1841年），出任粵海關監督。道光二十三年（1843年），與兩廣總督耆英等與英國方面商談《五口通商章程》十五條。
道光二十六年（1846年）三月，被授予熱河副總管，又負責蘇州織造。之後又被授予堂郎中。咸豐七年至十年（1857-1860），任總管內務府大臣。之後又出任正藍旗漢軍副都統、正藍旗護軍統領；咸豐七年出任正黃旗護軍統領；咸豐八年五月，管理圓明園八旗內務府三旗護軍營事務，出任正紅旗滿洲副都統兼崇文門副監督。之後又擔任正白旗滿洲副都統兼管御藥房、太醫院事務。
咸豐十年（1860年）八月，在總管內務府大臣任上，當時恰逢第二次鸦片战争，英法联軍闖入圓明園烧杀掳掠，文豐投水殉节。後來朝廷追贈其太子少保，入祀京師昭忠祠。同治元年，朝廷給予他忠毅這一諡號。《清史稿：列传二百八十一：忠义八》有传。
家族世称内务府“文董家”，出多任总管内务府大臣。家府原址在今北京鼓楼南锣鼓巷雨儿胡同11号至15号（其中13号于1955年成为画家齐白石故居），家有园林董氏园。

## 家族
- 始祖董文選，“正黄旗包衣人，世居撫順地方，來歸年分無考”（据《八旗滿洲氏族通譜》卷74）。
- 先祖董得啟（又董达齐），内务府員外郎。其女董佳氏烏鼐封康熙帝之端嬪。
- 先祖董得貴，以军功授二等轻车都尉，首任内务府正黄旗包衣第五叅領第二旗鼓佐領（國初編立，据《钦定八旗通志》）。
- 先祖董殿邦，康熙五十五年至六十一年（1716-1722）总管内务府大臣[1]，袭二等轻车都尉，能山水，乾隆初年特授畅春园总管，曾任内务府镶黄旗包衣第四参领第一旗鼓佐领（继任者高斌）、内务府镶黄旗包衣第五㕘領第六旗鼓佐領、内务府正黄旗包衣第五叅領第二旗鼓佐領（据《钦定八旗通志》）。其子头等侍卫眾神保。女董氏，嫁镶黄旗满洲高泰（胞兄大学士高晋；胞姊高佳氏分别与正蓝旗汉军进士胡氏吉惠 (道光进士)家族和内务府正白旗汉军、总管内务府大臣李延禧家族联姻）。
- 妻方氏。
- 子廣順（c.1810s-1884），历任内务府慎刑司郎中兼驍騎参領、上驷院卿、光绪五年至光绪十年（1879-1884）总管内务府大臣（卒于任上），加恩在紫禁城內騎馬。妻王氏。
- 子廣麟，内务府茶庫員外郎。
- 子廣毓，内务府造辦處郎中兼驍騎參領。
- 孙儿福恩（c.1830s-?；父廣順），內務府郎中。妻楊氏。
- 族亲（侄孙辈？）文廉（？-1902），光绪二十六年至二十八年（1900-1902）总管内务府大臣，卒于任上。
- 曾孙嵩祺（c.1860s-?)，候選道。妻棟鄂氏（胞兄正白旗满洲、光绪十六年庚寅恩科進士啓綏（1859-？），父福寬，母张氏（祖父内务府正黄旗汉军仁齡，祖伯父乾隆三十七年（1772年）壬辰科进士百齡））。其子董淑平（c.1890s-?），于民国1925年任北京北海公园董事会会长，创办北海“仿膳饭莊”（原皇家御膳房之一，另一处皇家御膳房在颐和园听鹂馆）；孙儿董俊岭（1926-1949），共和国烈士。

## 延伸阅读
[在维基数据编辑]
 《清史稿/卷494》，出自趙爾巽《清史稿》